# AC Léopards
Athlétic Club Léopards de Dolisie w skrócie AC Léopards – kongijski klub piłkarski, grający w pierwszej lidze kongijskiej, mający siedzibę  w mieście Dolisie.

## Historia
Klub został założony w 1953 roku. Swoje sukcesy zaczął osiągać dopiero w XXI wieku. W 2009 roku wywalczył pierwsze wicemistrzostwo kraju, a po raz pierwszy mistrzem Konga został w 2012 roku. Po tytuł mistrzowski sięgał także w latach 2013, 2014 i 2015, a po wicemistrzostwo - w latach 2010 i 2011. Klub zdobył też pięć Pucharów Konga w latach 2009, 2010, 2011, 2013 i 2016. W 2012 roku AC Léopards doszedł do finału Pucharu Konfederacji. W jego finale pokonał po dwumeczu malijski Djoliba Athletic Club (2:2 na wyjeździe, 2:1 u siebie).

## Stadion
Domowe mecze klub rozgrywa na stadionie o nazwie Stade Denis Sassou Nguesso w Dolisie. Stadion może pomieścić 20000 widzów.

## Sukcesy
- Championnat National MTN:

mistrzostwo (5): 2012, 2013, 2014, 2015, 2023/24
wicemistrzostwo (3): 2009, 2010, 2011
- Puchar Konga:

zwycięstwo (5): 2009, 2010, 2011, 2013, 2016
finalista (2): 2012, 2015
- Superpuchar Konga:

zwycięstwo (2): 2009, 2011
- Puchar Konfederacji

zwycięstwo (1): 2012

## Występy w afrykańskich pucharach
| Sezon | Rozgrywki            | Runda              | Kraj                         | Klub                     | Dom | Wyjazd | Dwumecz      |
| ----- | -------------------- | ------------------ | ---------------------------- | ------------------------ | --- | ------ | ------------ |
| 2010  | Puchar Konfederacji  | wstępna            | Gwinea Równikowa             | Dragón FC                | 4–0 | 3–2    | 7–2          |
| 2010  | Puchar Konfederacji  | 1                  | Kamerun                      | Cotonsport Garua         | 3–1 | 0–2    | 3–3          |
| 2011  | Puchar Konfederacji  | wstępna            | Rwanda                       | Etincelles FC            | 1–1 | 2–0    | 3–1          |
| 2011  | Puchar Konfederacji  | 1                  | Angola                       | Primeiro de Agosto       | 1–0 | 0–2    | 1–2          |
| 2012  | Puchar Konfederacji  | wstępna            | Republika Środkowoafrykańska | AS Tempête Mocaf         | 2–0 | 2–1    | 4–1          |
| 2012  | Puchar Konfederacji  | 1                  | Tunezja                      | CS Sfaxien               | 1–2 | 2–0    | 3–2          |
| 2012  | Puchar Konfederacji  | 2                  | Nigeria                      | Heartland FC             | 2–1 | 2–3    | 4–4          |
| 2012  | Puchar Konfederacji  | play-off           | Maroko                       | Maghreb Fez              | 2–0 | 0–1    | 2–1          |
| 2012  | Puchar Konfederacji  | gr. B (2. miejsce) | Mali                         | Djoliba AC               | 3–0 | 1–1    | 4–1          |
| 2012  | Puchar Konfederacji  | gr. B (2. miejsce) | Maroko                       | Wydad Casablanca         | 1–1 | 1–3    | 2–4          |
| 2012  | Puchar Konfederacji  | gr. B (2. miejsce) | Mali                         | Stade Malien             | 1–0 | 1–1    | 2–1          |
| 2012  | Puchar Konfederacji  | 1/2                | Sudan                        | Al-Merreikh              | 2–1 | 0–0    | 2–1          |
| 2012  | Puchar Konfederacji  | finał              | Mali                         | Djoliba AC               | 2–1 | 2–2    | 4–3          |
| 2013  | Superpuchar Afryki   | finał              | Egipt                        | Al-Ahly Kair             | 1–2 | 1–2    | 1–2          |
| 2013  | Liga Mistrzów        | wstępna            | Gabon                        | CF Mounana               | 2–0 | 1–1    | 3–1          |
| 2013  | Liga Mistrzów        | 1                  | Nigeria                      | Kano Pillars             | 3–0 | 1–4    | 4–4          |
| 2013  | Liga Mistrzów        | 2                  | Algieria                     | ES Sétif                 | 3–1 | 1–3    | 4–4 (k. 5–4) |
| 2013  | Liga Mistrzów        | gr. A (4. miejsce) | Egipt                        | Al-Ahly Kair             | 0–1 | 1–2    | 1–3          |
| 2013  | Liga Mistrzów        | gr. A (4. miejsce) | Południowa Afryka            | Orlando Pirates          | 1–0 | 0–0    | 1–0          |
| 2013  | Liga Mistrzów        | gr. A (4. miejsce) | Egipt                        | Zamalek SC               | 1–0 | 1–4    | 2–4          |
| 2014  | Liga Mistrzów        | wstępna            | Rwanda                       | Rayon Sports FC          | 0–0 | 2–2    | 2–2          |
| 2014  | Liga Mistrzów        | 1                  | Angola                       | Primeiro de Agosto       | 4–1 | 0–2    | 4–3          |
| 2014  | Liga Mistrzów        | 2                  | Sudan                        | Al-Hilal Omdurman        | 1–1 | 0–0    | 1–1          |
| 2014  | Puchar Konferderacji | play-off           | Ghana                        | Medeama SC               | 2–0 | 0–2    | 2–2 (k. 5–4) |
| 2014  | Puchar Konferderacji | gr. A (1. miejsce) | Wybrzeże Kości Słoniowej     | ASEC Mimosas             | 4–1 | 0–0    | 4–1          |
| 2014  | Puchar Konferderacji | gr. A (1. miejsce) | Mali                         | AS Real Bamako           | 1–2 | 2–1    | 3–3          |
| 2014  | Puchar Konferderacji | gr. A (1. miejsce) | Kamerun                      | Coton Sport FC de Garoua | 0–0 | 4–0    | 4–0          |
| 2014  | Puchar Konferderacji | półfinał           | Wybrzeże Kości Słoniowej     | Séwé Sport San-Pédro     | 0–0 | 0–1    | 0–1          |
| 2015  | Liga Mistrzów        | wstępna            | Kenia                        | Gor Mahia                | 1–0 | 1–0    | 2–0          |
| 2015  | Liga Mistrzów        | 1                  | Egipt                        | Smouha SC                | 1–0 | 0–2    | 1–2          |
| 2015  | Puchar Konferderacji | play-off           | Nigeria                      | Warri Wolves             | 3–0 | 1–3    | 4–3          |
| 2015  | Puchar Konferderacji | gr. B (3. miejsce) | Południowa Afryka            | Orlando Pirates          | 0–1 | 0–2    | 0–3          |
| 2015  | Puchar Konferderacji | gr. B (3. miejsce) | Tunezja                      | CS Sfaxien               | 0–1 | 0–2    | 0–3          |
| 2015  | Puchar Konferderacji | gr. B (3. miejsce) | Egipt                        | Zamalek SC               | 0–0 | 1–1    | 1–1          |
| 2016  | Liga Mistrzów        | 1                  | Południowa Afryka            | Mamelodi Sundowns FC     | 1–1 | 0–2    | 1–3          |
| 2017  | Liga Mistrzów        | wstępna            | Kamerun                      | UMS de Loum              | 1–0 | 1–2    | 2–2          |
| 2017  | Liga Mistrzów        | 1                  | Etiopia                      | Saint-George SA          | 0–1 | 0–2    | 0–3          |
| 2017  | Puchar Konfederacji  | play-off           | Eswatini                     | Mbabane Swallows FC      | 1–0 | 2–4    | 3–4          |
| 2018  | Liga Mistrzów        | 1                  | Togo                         | AS Togo-Port             | 2–1 | 1–2    | 3–3 (k. 3–4) |

## Reprezentanci kraju grający w klubie
Stan na wrzesień 2016.
| - Jean Patrick Abouna - Percy Akoli - Kévin Andzouana - Dua Ankira - Sagesse Babélé - Carof Bakoua - Sidoine Beaullia - Rudy Bhebey - Kader Bidimbou - Dimitri Magnoléké Bissiki - Charlin Bouétoutelamio - Michel de Buisson - Gloire Dibata - Césaire Gandzé - Franchel Ibara - Bienvenu Kombo - Prestone Lakolo - Chardin Madila - Junior Makiesse - Destin Makita-Passy - Chancel Massa - Children Miangounina - Arnaud Monkam - Boris Moubhibo Ngonga | - Barel Mouko - Gildas Mouyabi - Mereville Ndockyt - Chancel Ngombessa - Deldy Ngoyi - Hermann Nkodia - Moïse Nkounkou - Ulrich Nzamba - Harris Tchilimbou - Kessel Tsiba - Gladys Bokese - Patou Simbi Ebunga - Hervé Lomboto - Kabamba Mukundji - Kalema Ntela - Bazola Tusilu - Romaric Rogombé - Lawrence Ngome - Alou Bagayoko - Mahamane Cissé - Romaric Lignangzi - Marcelin Tamboulas - Brice Zimbori - Winston Kalengo |